# 威廉姆逊合成反应
威廉姆逊合成（Williamson合成）是制备混合醚的一种方法。是由卤代烃与醇钠或酚钠作用而得。是一种双分子亲核取代反应（SN2)。最早由亚历山大·威廉·威廉姆逊发表于英国化学会志J.Chem.Soc.1852年第4卷第229页。
威廉姆逊合成法中只能选用伯卤代烷与醇钠为原料。因为醇钠既是亲核试剂，又是强碱，仲、叔卤代烷（特别是叔卤代烷）在强碱条件下主要发生消除反应而生成烯烃。
其反应使用的碱取决于醇羟基的酸性，若醇是烷基醇类（羟基酸性弱）则一般都是较强的碱，比如NaH, KH, LDA, LHMDS, NaHMDS等；而针对酚羟基这种强酸性羟基，则可以使用Na2CO3, K2CO3这样较弱的路易斯碱； 而有些反应甚至可以直接使用Na, K这类金属进行氢的置换制备醇负离子。
其反应溶剂一般使用DMF，DMSO这类非质子极性溶剂，若使用乙醇一类的质子极性溶剂则非常容易让卤代烃发生消除反应。
其反应活性为：烷基活性：甲基> 烯丙基、苄基 > 一级碳 > 二级碳。 三级碳由于非常容易消除而很难进行取代反应。 离去基团活性： OTs、 I > OMs > Br > Cl
当反应进程中有Cu以及其盐（比如CuI）参与时，就可以合成芳香醚类(Ullmann 反应）

## 反应机理
醇羟基在碱性条件下形成醇负离子，进攻卤代烃的碳正中心，卤代烃脱去卤素形成醚键。反应条件为碱性，高浓度碱，高温对反应有利；水份对反应不利。